# Bahía de Jiquilisco
La Bahía de Jiquilisco forma parte del sistema de paisaje «llanura costera central» de El Salvador. El 31 de octubre de 2005 se declaró como «sitio Ramsar», en el marco del convenio internacional sobre humedales, debido a su singularidad y fragilidad, por cuanto es el hábitat de la mayoría de aves marino-costeras del país. Es el único lugar de anidación para algunas de ellas, así como el lugar de destino o paso (alimentación, cambio de plumaje y descanso) de ochenta y siete aves migratorias de relevancia internacional. 
Este sitio es el hábitat de una gran diversidad de especies terrestres vinculadas a los cuerpos acuáticos y áreas costeras. Es de hacer notar que se ha corroborado que cuatro de las siete especies de tortugas marinas conocidas mundialmente, visitan la bahía de Jiquilisco para su anidación. Tiene una extensión de 637.30 hectáreas. 
Las especies referidas son: la tortuga prieta, tortuga golfina, tortuga baule y tortuga carey. Estas especies se encuentran en la lista de especies en peligro de extinción de El Salvador, en la lista roja de la Unión Mundial para la Conservación de la Naturaleza, y en la lista de especies en peligro de extinción de CITES. La bahía de Jiquilisco es particularmente importante para la tortuga carey, albergando aproximadamente 40% de la anidación de la especie en todo el Pacífico Oriental. Las tortugas carey residen en la Bahía durante todo el año, usando los canales del estero para alimentar y aparear. La Iniciativa Carey del Pacífico Oriental trabaja en la zona en conjunto con comunidades y organizaciones locales para investigar y conservar a las especies.  
La vegetación de la Bahía de Jiquilisco consta de   diversas especies de Rhizophora que ocupan los márgenes de los canales en las zonas constantemente inundadas, seguidas por asociaciones de Laguncularia racemosa y Rhizophora spp, L.; encontrándose un núcleo de Avicennia bicolor en zonas de leve acción de las mareas.
La biodiversidad acuática se refleja en la riqueza de especies presente en grupos como peces, crustáceos, equinodermos, corales, gorgonias, entre otros. En ambientes de sustrato duro, como arrecifes rocosos o sedimento compacto, encontramos gorgonias de la familia Gorgoniidae. La especie más frecuente de observar es Leptogorgia alba, Sin embargo, también se ha registrado L. laxa, L. diffusa y L. taboguillae. Todas especies también las podemos encontrar en sustratos artificiales, como arrecifes artificiales y muelles.

## Geomorfología

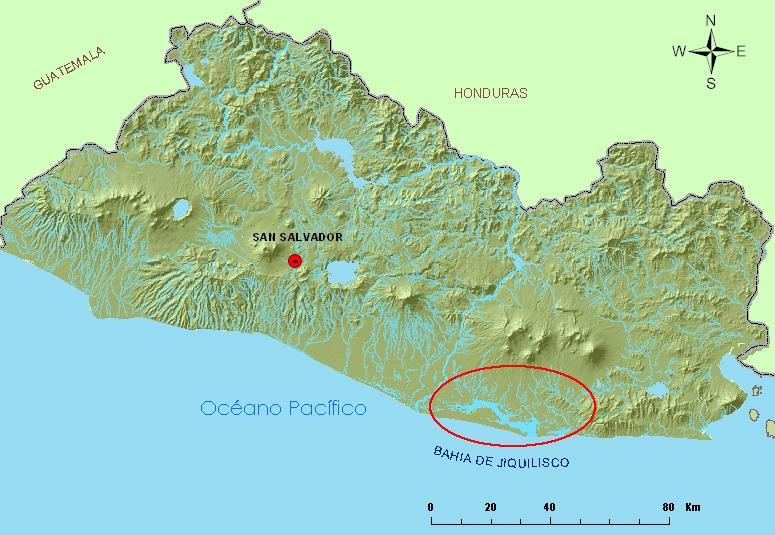
Ubicación de la bahía de Jiquilisco.

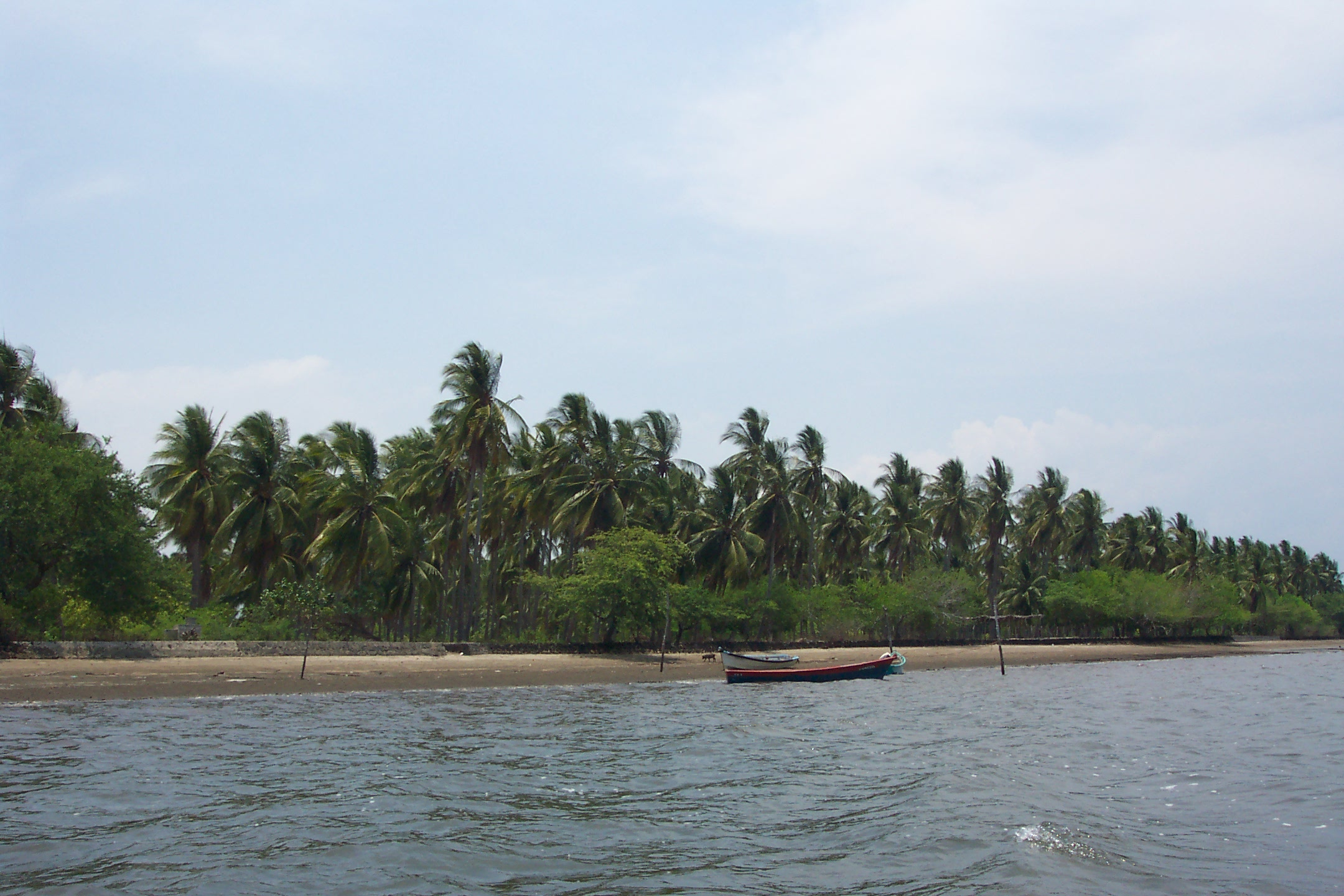
Isla Madresal, bahía de Jiquilisco.

Está formada por numerosos esteros y canales: la bahía de Jiquilisco, la península San Juan del Gozo, y un conjunto de islas. La altitud varía de 0 a 10 m s. n. m. La morfología es plana, y pequeños grupos de ríos drenan sus aguas en el canal principal de la bahía. 
Los suelos cercanos a los esteros son halomórficos, con una elevada concentración de sal, siendo esto un obstáculo para el desarrollo normal de las plantas. Dichos suelos desarrollan vegetación halófila, de la cual constituyen un buen ejemplo los bosques de mangles. El río Grande de San Miguel, que es uno de los más contaminados del país, es el principal sistema fluvial que drena en la bahía...

## Clima
Tiene un clima de sabana caliente-tropical (según la clasificación de las regiones climáticas de Copen). El clima local sigue el patrón nacional y su distribución está influenciada por la vegetación de los esteros y manglares. La precipitación anual promedio oscila entre el rango de 1660-2019mm, y la temperatura anual promedio es de 26,7 °C, con un nivel máximo de 34,6 °C y un nivel mínimo de 20,3 °C. 
Los vientos locales son muy débiles, con una velocidad promedio de 7 km/h. La humedad relativa del aire es de 65,15% durante la época seca y de 78,15% durante la época lluviosa.

## Biodiversidad
Este sitio RAMSAR se subdivide en 5 ecosistemas principales, los cuales son: bosque tropical seco y variantes, manglares, litoral marino, fondos duros y pastos marinos; cada uno de ellos con fauna y flora específica, adaptada según las condiciones.
En el bosque tropical seco y sus variantes se observan alteraciones provocadas principalmente por la actividad agrícola y ganadera, pues se reduce la cobertura del ecosistema original y espacio disponible para las especies vegetales y animales del lugar; así como la modificación en la composición de los suelos. Sin embargo, a pesar de dichas amenazas, en esta zona se ha documentado la presencia de  Ateles geoffroyi (“mono araña”), Tamandua mexicana (“oso hormiguero”), Canis latrans (coyote), Crocodylus acutus (cocodrilo), y Kinosternon scorpioides ("tortuga de gonce"); mientras que su vegetación se compone principalmente de Bravaisia integerrima (“mangle de agua dulce”), Coccoloba caracassana (“papaturro”), Prosopsis juliflora (“carbón”), Ceiba pentandra (“ceiba”), Enterolobium cyclocarpum (“conacaste”), Pithecellobium dulce (“mangollano”), Bactris subglobosa (“huiscoyol”), etc.
En cuanto a los fondos blandos, esto se refiere a la zona de suelo fangoso del bosque de manglar, generalmente aledaña a las aguas de un estuario. Aquí se pueden encontrar ejemplares de bivalvos de importancia comercial, siendo los principales Anadara similis ("curil") y A. tuberculosa ("concha negra"); además de diversos anélidos poliquetos, algunas anémonas, gastrópodos de la familia Potamididae, peces de la familia Gobiidae y Myrophis vafer, crutáceos como Cardisoma crassum (“cangrejo azul”), Gecarcinus lateralis (“ajalín”) y Ucides sp.
Por otro lado, el litoral marino arenoso está constituido especialmente por las zonas de Punta San Juan, isla San Sebastián, bocanas "El Bajón" y "La Chepona"; cuya vegetación principal se compone de Ipomea pes-caprae ("campanilla de playa"), Centrus echinatus ("mozote de caballo"), Canavala maritima ("frijol de playa"), etc. Con respecto a la fauna, se registra la presencia de gastrópodos de la familia Olividae, bivalvos de la familia Donacidae, anélidos poliquetos (mayormente de la familia Oniphidae), crustáceos y equinodermos. Además es utilizada por la tortuga Carey (Erethmochelys imbricata) durante su periodo de anidación. No obstante, toda esta biodiversida se ve amenazada debido a la fragmentación de la zona. 
Los fondos duros se conforman por arrecifes rocosos, arrecifes artificiales, gaviones, muelles, etc. Entre los organismos presentes se encuentran las esponjas marinas, hidrozoos, antozoos como el coral blando Leptogorgia rigida y género Coenocyathus sp.; poliquetos, moluscos como bivalvos, gastrópodos, sipuncúlidos, diversidad de crustáceos y algunas especies de ofiuroideos; así como gran variedad de peces que se alimentan del coral blando Carijoa multiflora. 

## Paisaje social

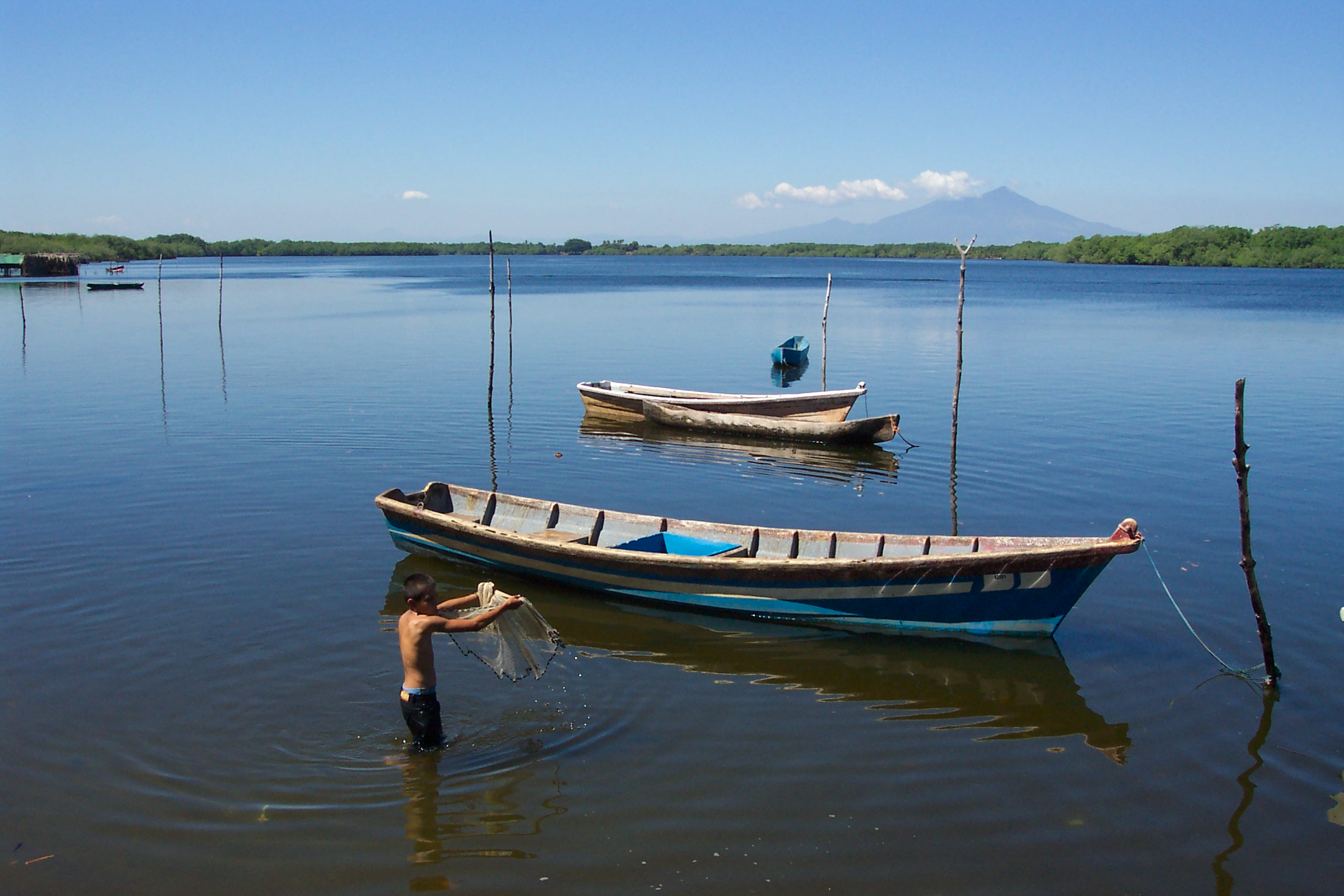
Pescador en la bahía de Jiquilisco.

Existen algunas ciudades como Puerto El Triunfo y numerosas comunidades rurales distribuidas a lo largo de la bahía. Los pobladores de las comunidades se dedican principalmente a actividades relacionadas con la recolección de especies estuarinas y marinas. Además complementan sus ingresos con ganadería, agricultura de traspatio, crianza de especies menores, caza furtiva y recolección de madera.
Únicamente el 54% del municipio tiene acceso a fuentes mejoradas de agua

## Comunidades
- Madresal.
- San Sebastián.
- Isla la Pirraya.
- Isla Rancho Viejo.
- Punta del Toro.
- El Jobal.
- Las gallinas.
- Isla Montecristo.
- La Tirana.
- Los Cálix.
- La Canoa.
- Puerto Escobar.
- Corral de Mulas 1 & 2.
- Botadero.
- El Icaco.
- El Chile.
- Ceiba Doblada.
- El retiro.